# Joseph Jenkins Roberts
Joseph Jenkins Roberts (ur. 15 marca 1809 w Norfolk (Wirginia) zm. 24 lutego 1876 w Monrovii) – był pierwszym prezydentem Liberii, republikanin. Pełnił funkcję prezydenta Liberii od 3 stycznia 1848 do 7 stycznia 1856 i od 1 stycznia 1872 do 3 stycznia 1876. 

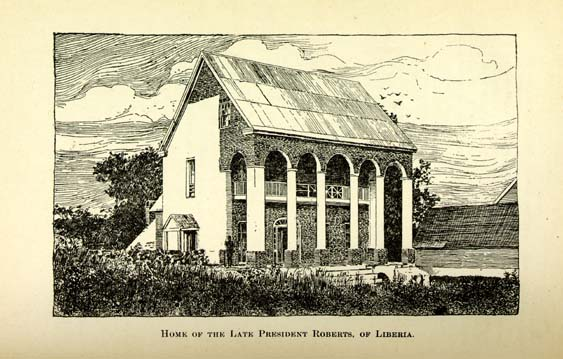
Dom Robertsa w Monrovii